# Puma (automobile)
Pour les articles homonymes, voir Puma (homonymie).
Puma Automobiles (en portugais : Puma Automóveis) ou simplement Puma, est un constructeur brésilien de voitures de sport et de petits camions, qui a été fondé en 1963 sous le nom de Lumimari (un acronyme formé à partir des prénoms des 4 associés Luiz Roberto Alves da Costa , Milton Masteguin, Mario Cezar de Camargo Filho et Rino Malzoni). La société a changé son nom en Puma Veículos e Motores en 1964 et plus tard en Puma Indústria de Veículos S/A en 1974. Dans les années 1970 et 1980, les véhicules Puma étaient fabriqués sous licence à Durban, en Afrique du Sud, parfois avec des modifications de conception pour utiliser plus pièces disponibles localement ; le licencié sud-africain s'est ensuite tourné vers la fabrication de composants plutôt que de véhicules finis avant de se retirer complètement. Les voitures Puma ont été construites avec des transmissions provenant de DKW, Volkswagen et General Motors, tandis que les camions ont utilisé des moteurs de MWM, Perkins Engines et Detroit Diesel. On pense qu'au Brésil, il a été le premier constructeur à utiliser la transmission automatique Alisson à la fin des années 1970. En 1980, en partenariat avec Bardella, Lucas et Marcopollo, Puma crée le premier camion électrique brésilien appelé Eletron.
Il est revenu en 2013, désormais basé à l'intérieur de São Paulo, sous le nom de Puma Automóveis Ltda sous le commandement d'un des héritiers de la marque (qui était directeur industriel de Puma Indústria de Veículos S/A) avec un nouveau projet intitulé Puma P-052 (prototype 052 spécialement conçu pour les pistes) et plus tard créé le Puma GT Lumimari en l'honneur du nom d'origine de l'entreprise.

## Histoire
Puma a commencé sur les pistes et un rêve du designer et immigrant italien, naturalisé au Brésil, Rino Malzoni, de concevoir et de fabriquer un véhicule avec une carrosserie en fibre de verre et de monter cette carrosserie sur la plate-forme d'un véhicule de tourisme avec un moteur et une suspension modifiés pour fonctionnent mieux et ajoutent une finition compatible avec une voiture de sport,.
Avec l'énorme succès du modèle et plusieurs victoires dans diverses compétitions, la même année, le premier véhicule a été lancé, la Sociedade de Automóveis Lumimari Ltda a été fondée par plusieurs passionnés de voitures, Luiz Roberto Alves da Costa (LU) Milton Masteguin (MI) ) , Mário César de Camargo Filho (MA) et Rino Malzoni (RI), ayant leur premier modèle nommé GT Malzoni en l'honneur du créateur et principal impliqué dans la marque. En 1966, la marque a été rebaptisée Puma Veículos e Motores Ltda sur proposition du chef du département compétition de Vemag, Jorge Lettry.
Toujours en 1966, Puma a participé au Salon de l'automobile et a présenté son nouveau modèle, le Puma GT, connu par beaucoup sous le nom de Puma DKW, qui était pour la plupart une amélioration par rapport à la GT Malzoni, car il utilisait la même carrosserie et corrigeait certains problèmes du premier et ajouté de nouvelles fonctionnalités, au total environ 125 unités ont été produites, jusqu'à ce que Vemag soit acheté par Volkswagen en 1967. La même année, Puma a été rebaptisée Puma Indústria de Veículos SA, devenant une société cotée en bourse.
Étant dans une situation très compliquée, car il avait perdu son seul fournisseur de châssis et de moteurs, Rino Malzoni a passé 9 mois à travailler dans sa ferme pour créer un nouveau véhicule pour tenter de reconstruire son entreprise, il a ensuite utilisé des châssis Karmann-Ghia de VW, avec quelques modifications et a également utilisé un ensemble mécanique arrière de 1 500 cm3, également de Volkswagen. C'est alors devenu l'un des modèles les plus réussis de Puma, produit entre 1967 et 1970, contribuant à la croissance de l'entreprise et à la consolidation de la marque.
En 1969, Puma a fait une édition limitée de ses voitures de sport à dessiner dans le magazine Quatro Rodas, l'un des magazines les plus importants du monde automobile dans le pays, le modèle en question était le Puma GT4R, dans lequel seulement 3 ont été produits pour le tirage, en cuivre, bleu et vert ; plus tard, un autre modèle a été réalisé, celui-ci pour Malzoni,.
En 1970, Puma a lancé sa voiture la plus réussie à ce jour, la Puma GTE, (E pour « Export »), une voiture de sport à distribuer dans le monde entier, vendue dans plusieurs pays du monde, tels que des pays d'Europe, d'Asie , l'Afrique et le continent américain. Le Puma GTE était une version mise à jour du Puma GT, dont la conception a été reformulée, mise à jour et conforme aux lois de la circulation de chaque pays où il a été commandé ; en outre, en 1971, le Puma Spyder a été lancé, une version cabriolet et modifiée du Puma GTE, les deux véhicules ayant des composants mécaniques et VW ; des années plus tard, en 1976, les modèles ont été mis à jour et réédités,,.
Toujours en 1971, Puma a commencé à fabriquer des cabines de camions pour Chevrolet en arrière-plan. Des années plus tard, en 1978, Puma a décidé de lancer son propre modèle de camion, appelé le 4T, des années plus tard, le modèle Puma 6T a été lancé et en 1981 le modèle Puma 2T et les bus ont également été fabriqués avec le châssis de ses camions.
Trois ans plus tard, en 1974 est lancée la Puma GTB, (Gran Turismo Brasil), une voiture basée sur le design de la Puma GT4R limitée, la Mustang et aussi l'Opala, c'était une voiture qui était en développement depuis 1971, mais qui est sorti il y a des années plus tard pour avoir son design reformulé, c'était l'une des voitures les plus chères de l'époque, mais ce fut un grand succès entre l'année de son lancement, jusqu'en 1987. En 1978, le Puma GTB S2 a été lancé, un version mise à jour pour la nouvelle ère des années. Les années 1980 à venir, avec un design plus moderne, plus puissant et plus grand, laissant maintenant de côté le châssis de la Karmann-Ghia et commençant à utiliser le châssis de Brasilia, également de Volkswagen,. Le fondateur et créateur de la marque, Rino Malzoni, est décédé à l'âge de 62 ans, en 1979.
En 1980, deux modèles sont apparus, le Puma GTI et le Puma GTC, tous deux étant un restylage du Puma Spyder, le GTC étant la version cabriolet du Puma GTI, ces véhicules ont conservé le châssis Brasilia et sont devenus une partie de la nouvelle ère Puma modèles avec un nouveau châssis et ils sont des versions améliorées des anciens modèles,.

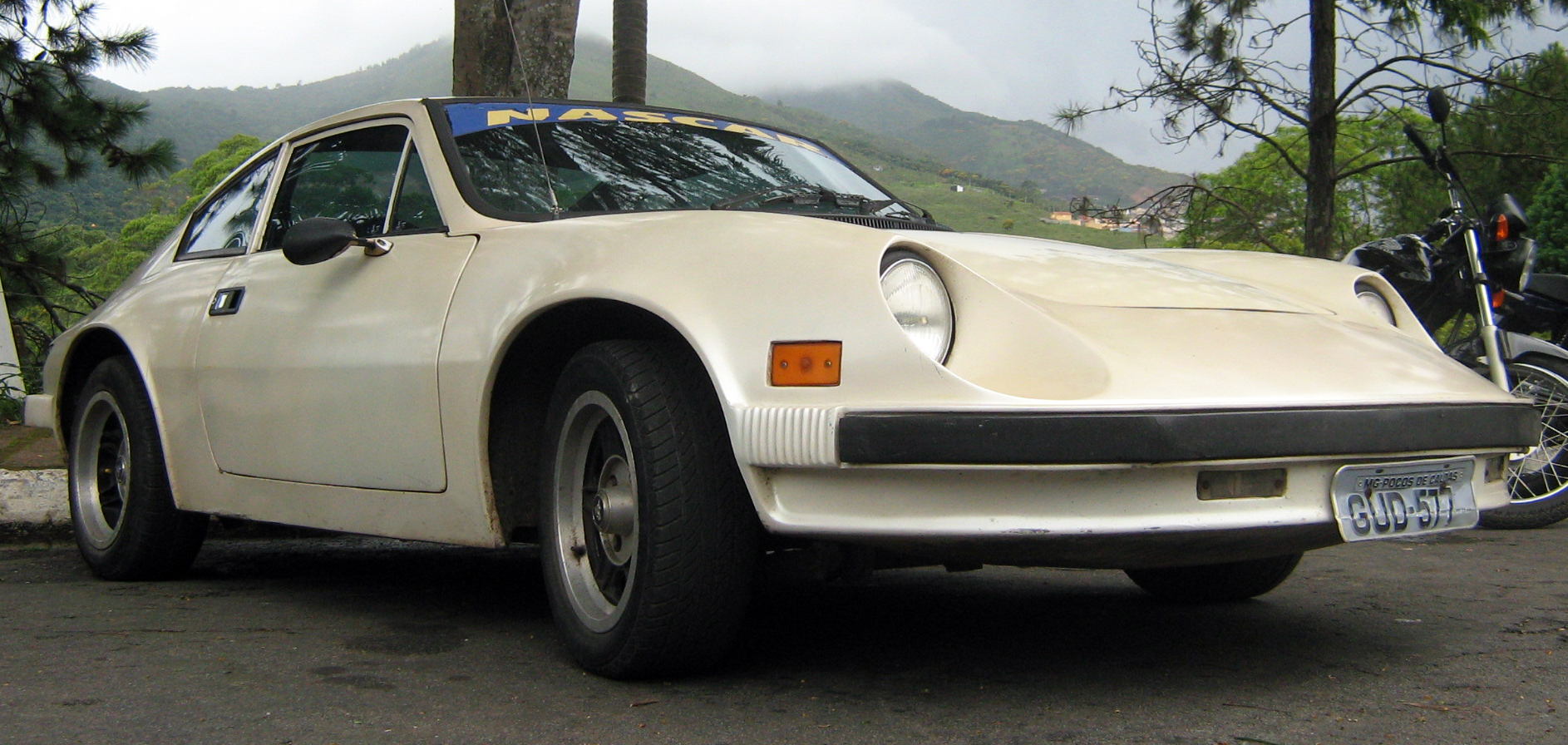
Puma GTI 1981-1984.

Au début des années 1980 l'entreprise connaît des difficultés financières et structurelles, car elle a subi des incendies dans ses usines, avec cette crise, l'entreprise voit une issue pour faire revivre l'un de ses classiques. Sur la base de la GTI, Puma a commencé à développer un nouveau modèle, appelé le P-016, qui aurait son propre châssis, une suspension moderne et un moteur refroidi par eau, mais en raison de son coût élevé, il a été annulé.
Parallèlement au P-016, le projet du P-018 a été réalisé, qui aurait également une nouvelle carrosserie, mais en gardant le châssis et la mécanique de VW, ce projet avait de grandes inspirations dans le modèle GTB S2. Le P-018 est sorti en 1981, mais en raison de ses problèmes, Puma a fini par céder ses droits pour une durée limitée en novembre 1985 à Araucária Veículos, une entreprise du Paraná, qui a continué la production des modèles Puma,. Quelques années plus tard, en 1988, Alfa Metais Veículos Ltda a acheté Araucária Veículos et a acquis les droits de Puma et a également continué avec les nouveaux modèles, mais ceux avec quelques modifications de conception et un moteur Opal, ces modèles ne plaisaient pas aux acheteurs. En 1990, un partenaire majeur de l'entreprise, Nívio de Paula, est décédé dans un accident, causant encore plus de problèmes à l'entreprise. Les véhicules de sport Puma ont continué à être produits jusqu'en 1993, jusqu'à leur arrêt et Alfa Metais Veículos est resté actif. avec la fabrication d'autobus et de camions,.
En 1991, le camion 914 a été lancé, basé sur le 4Q, mais avec d'autres améliorations et restant également un gros camion cargo ; en 1994, la marque a lancé le camion 9000 Turbo Power, qui est un camion beaucoup plus puissant avec un meilleur design et une meilleure résolution de la marque jusqu'à ce moment-là ; en 1996, Puma lance son dernier projet, la 7900 CB, une version cabine peu différente de la 9000 Turbo Power et qui ne tarde pas à être abandonnée. Alfa Metais Veículos a arrêté la production de camions et de véhicules Puma en 1999, avec cela, les droits de la marque sont revenus à Puma Indústria de Veículos SA.
En 2007, Puma basée à Durban, en Afrique du Sud, a commencé à fabriquer le modèle Puma GT, avec des composants Volkswagen, en quantités limitées. Puma avait déjà cédé ses droits de production dans le pays des années auparavant, en 1972 et 1989,.

## Réapparition
Puma a repris ses activités en 2013 dans un premier temps avec le partenariat de deux entrepreneurs enthousiastes : Fernando Mesquita et Reginaldo Galafazzi, qui ont créé la Mesgaferre Automobile Society. En novembre 2014, lorsque la marque Puma a fêté ses 50 ans. Par la suite, le nom a été définitivement changé en Puma Automóveis Ltda (nouveau nom officiel de la société) a annoncé la création d'un modèle prototype de la marque pour la course P-052. La voiture s'inspire de l'ancien modèle GT, de la Lotus Elise et des boxers Porsche.
Le nouveau modèle serait fabriqué avec des lignes inspirées du classique Puma "requin" GTE et avec une carrosserie en fibre de verre, ainsi qu'un moteur central-arrière et une structure tubulaire. L'idée principale était de produire un lot de 25 à 30 voitures pour créer sa propre catégorie automobile, parrainé par Jan Balder, directeur des compétitions chez Puma et ancien pilote, partenaire d'Emerson Fittipaldi dans le légendaire Thousand Miles de 1966, au volant d'une GT Malzoni.
Le prototype a été présenté fin 2016 lors de la dernière étape du championnat automobile de São Paulo, sur l'Autodromo de Interlagos, à São Paulo. La catégorie piste n'est pas encore terminée, mais Puma a créé la version homologuée pour les rues. Le nouveau Puma est nommé GT Lumimari en l'honneur du nom original de 1963 de la société,.

## Historique
- En 1964 Le modèle GT Malzoni donne naissance à une succession de modèles qui cherchent à suivre les tendances du design et de la technologie mécanique de chaque période, et permettent également à la production de s'adapter à la disponibilité des fournisseurs et des pièces.
- En 1966 apparaît la Puma GT (DKW), il s'agit essentiellement de la GT Malzoni avec des touches esthétiques.
- En 1968, la plate-forme Karmann Ghia 1500 remplace la plate-forme DKW, dont la fabrication a été arrêtée après le rachat de DKW par Volkswagen.
- En 1970, la Puma GT est rebaptisée Puma GTE.
- En 1971, un modèle cabriolet, baptisé Puma GTE Spider, est lancé.
- En 1973, un nouveau corps a été lancé, bien qu'il soit très similaire, il a été amélioré en détail. Le cabriolet a été rebaptisé Puma GTS.
- En 1974, la Puma GTB a été lancée, utilisant la plate-forme Chevrolet Opala.
- En 1976, il y a eu un nouveau changement de plate-forme pour les modèles GTE et GTS, avec l'utilisation du véhicule Volkswagen Brasília.
- En 1980, trois nouveautés sont annoncées : le modèle P-018 est lancé, le modèle GTE est renommé GTI et le modèle GTS est renommé GTC.
- En 1986, en raison de difficultés financières, Puma a loué ses marques et ses moules pour une durée limitée à Araucária Veículos, qui fabriquerait un petit nombre de véhicules.
- En 1988, la production des modèles Puma a été transférée à Alfa Metais, qui a produit les modèles AM1, AM2, AM3, AM4 et AMV.
- En 1995, la dernière voiture de la marque Puma a été vendue, une AM4 Spyder.
- En 1999, le dernier camion de la marque Puma, le modèle 7900, est vendu.
- en 2013, Puma Automóveis Ltda a été créée pour poursuivre l'histoire de la marque, étant l'actuel détenteur des droits de la marque Puma, accordés par Puma Indústria de Veículos S/A.

## Véhicules produits
- Puma GT (DKW) (1967) (VW) (1968-1970)
- Puma GT4R (1969-1970) (Série spéciale)
- Puma P8 (1971)
- Puma Spyder (1971-1972)
- Puma GTE (1970-1980)
- Puma GTS (1973-1980)
- Puma GTB (1974-1979)
- Puma GTB S2 (1979-1987)
- Puma GTB S3 (1984-1984)
- Puma GTB S4 (1984-1984)
- Puma P-018 (1981-1987)
- Puma CGV (1981-1986)
- Puma GTI (1981-1987)
- Puma AM1 (1988-1990)
- Puma AM2 (1988-1990)
- Puma AM3 (1989-1991)
- Puma AM4 (1989-1995)
- Puma AMV (1988-1991)
- Puma 7900 (Camion)
- Puma GT P-052 (2013 - actuellement) (prototype)
- Puma GT LUMIMARI (2017- actuellement) (prototype)

## Production

### Production par an
Brésil
| An                | Production (unités) | Observations                      |
| 1964/1965         | 15                  | GT Malzoni                        |
| 1966              | 34                  | GT Malzoni & GT DKW               |
| 1967              | 125                 | GT DKW                            |
| 1968              | 151                 | GT VW                             |
| 1969              | 272                 | GT VW                             |
| 1970              | 202                 | GT e GTE VW                       |
| 1971              | 323                 | GTE VW e GTS (Convertible)        |
| 1972              | 484                 |                                   |
| 1973              | 771                 | GTE/GTS & GTB                     |
| 1974              | 1.137               |                                   |
| 1975              | 1.583               |                                   |
| 1976              | 1.911               |                                   |
| 1977              | 2.898               |                                   |
| 1978              | 3.390               |                                   |
| 1979              | 3.595               |                                   |
| 1980              | 3.042               | GTI, GTC, GTE                     |
| 1981              | 929                 |                                   |
| 1982              | 471                 |                                   |
| 1983              | 146                 |                                   |
| 1984              | 100                 |                                   |
| 1985              | 10                  | Fermeture de l'usine de São Paulo |
| 1986/1987         | 15                  | Par Araucária Veículos            |
| 1987-1993         | 200                 | Par Alfa Metais                   |
| 2013-actuellement | (prototype)         | P-052                             |
| 2017-actuellement | (prototype)         | GT LUMIMARI                       |

Afrique du Sud
| 1973/1974 | 357 | Durban       |
| 1989-1991 | 26  | Verwoerdburg |

### Production par pays
| Brésil         | 21.891 |
| Afrique du Sud | 383    |
| LE TOTAL       | 22.116 |

### Production par modèle
Brésil
| Modèle      | Unités fabriquées |
| GT Malzoni  | 49+1=50           |
| DKW Puma GT | 125               |
| GT 1500     | 423               |
| GTE         | 8.800             |
| Spyder      | 223               |
| GTS         | 7.077             |
| GTI         | 610               |
| GTC         | 1.740             |
| GTB S1      | 701               |
| GTB S2      | 888               |